# Syndrome de Coffin-Lowry
Ne pas confondre ce syndrome avec le syndrome de Coffin-Siris
Décrit indépendamment par Coffin en 1966 et Lowry en 1971 , le syndrome de Coffin-Lowry se caractérise par un retard mental important chez les garçons, plus fréquemment atteints, notamment avec sévérité pour des raisons de différences essentielles (maladie semi-dominante liée au chromosome X), et un retard mental variable ou absent, profond à titre exceptionnel, chez les filles hétérozygotes, dans tous les cas atteintes selon des modalités différentes. Le faciès est caractéristique chez les adolescents et les adultes. Les mains sont petites avec une hyperextensibilité des doigts, qui sont souvent petits et fins. Les garçons présentent un retard de croissance constant. La microcéphalie est habituelle. Une cardiopathie est parfois retrouvée, contribuant à la mortalité dans ce syndrome. Des épisodes de chute brutale sans perte de conscience induits par un stimulus tactile ou auditif apparaissent vers l'adolescence dans environ 20 % des cas. La survenue tardive d’une scoliose est la caractéristique la plus frappante de cette maladie.
Le gène RPS6KA3 code la protéine ribosomique S6 kinase alpha 3 qui agit sur l'ATF4, un facteur de transcription (protéine qui contrôle l'expression des gènes) indispensable à la maturation des ostéoblastes et à la synthèse de collagène de type I . La mutation du gène RSK2 induit une diminution du nombre d'ostéoblastes matures et provoquent une réduction de la masse osseuse. La déficience en collagène explique la dégradation progressive des vertèbres soumises à de fortes contraintes.
RSK2 phosphoryle également CREB, un facteur de transcription.
Le séquençage permet de retrouver une mutation dans 40 % des cas.

## Description
Le syndrome de Coffin-Lowry est un retard mental profond à absent associé à des anomalies de

 Croissance 
- La croissance intra-utérine est normale mais la croissance post-natale est très faible, se situant vers le troisième percentile. Une microcéphalie apparaît parfois.

 Dentition 
- De petites dents (hypodontie) sont caractéristiques et le rétrognathisme des jeunes est peu à peu remplacé par un prognathisme.

 Neurologie et comportement
- Les sujets sont souvent décrits comme joyeux et plaisants, mais ce n’est pas un trait constant. Cette pathologie est aussi responsable de chutes brutales sans perte de conscience lors de stimulus visuels et auditifs. Ces manifestations affectent environ 20 % des malades.

Développement cardio-vasculaire
- Les anomalies cardiaques affectent environ 15 % des malades.

Développement du squelette
- La cyphose scoliose progressive atteint un taux approximatif de 1 malade sur 2.

 Fonctions d'audition et vision 
- Les anomalies de l’audition sont fréquentes et doivent être recherchées. Les anomalies de la vision sont en surrisque mais moins fréquentes.

## Diagnostic
Le diagnostic dans la petite enfance n’est pas facile : les caractéristiques, surtout faciales, ne deviennent évidentes que durant l’adolescence.

### Clinique
Les signes cliniques les plus importants pour le diagnostic sont :

 Dysmorphie faciale 
- Hypertélorisme (distance augmentée entre les orbites).
- Lèvre inférieure épaisse et éversée.
- Large nez avec un philtrum épais.
- Front proéminent.
- Grandes oreilles bas implantées.

 Anomalies des mains 
- Mains bouffies.
- Ongles courts et courbés.
- Peau douce et élastique.
- Les doigts sont courts et coniques. Cette caractéristique est l’un des signes cliniques les plus sûrs pour le diagnostic de cette pathologie.

 Anomalies osseuses 
- Petite taille.
- Sternum affaissé (pectum excavatum) ou saillant (pectum carinatum).
- Cyphoscoliose.

### Radiologique
- Espace inter-vertébral réduit.
- Crâne dysmorphique.

### Biologique
- L’évaluation de l’activité de la kinase 6 ribosomique sur culture de fibroblaste est un moyen rapide d’avoir la diagnostic en cas de suspicion chez un garçon.

## Diagnostic différentiel
- Syndrome de Borjeson-Forssman-Lehmann (mais il existe une gynécomastie avec micro-pénis dans ce problème masculin)
- Thalassémie alpha liée à l'X avec retard mental
- Syndrome de Williams et Beuren (dont le visage particulier ("elfique") partage beaucoup de caractéristiques)
- Syndrome de Sotos
- Syndrome de l'X fragile
- Maladies lysosomales.

## Sources
- (fr) Site en français de renseignement sur les maladies rares et les médicaments orphelins
- (en) Online Mendelian Inheritance in Man, OMIM (TM). Johns Hopkins University, Baltimore, MD. MIM Number: 303600
- (en) Online Mendelian Inheritance in Man, OMIM (TM). Johns Hopkins University, Baltimore, MD. MIM Number: 300075
- (en) Alasdair GW Hunter, Charles E Schwartz, Fatima E Abidi, Coffin-Lowry Syndrome in GeneTests: Medical Genetics Information Resource (database online). Copyright, University of Washington, Seattle. 1993-2006